# 12e étape du Tour d'Italie 2025
Pour un article plus général, voir Tour d'Italie 2025.
La 12e étape du Tour d'Italie 2025 se déroule le jeudi 22 mai 2025 entre Modène, en Émilie-Romagne, et Viadana, en Lombardie, sur une distance de 172 km.

## Parcours
Au départ de Modène, la première partie de cette étape est plutôt accidentée avec le franchissement de trois cols de 3e catégorie. Par la suite, le relief s'adoucit et les 70 derniers kilomètres sont totalement plats en direction du nord. Les coureurs passent une première fois la ligne d'arrivée à Viadana avant d'accomplir une fois le circuit local de 26,6 km.

## Déroulement de la course
Trois coureurs italiens Giosuè Epis (Arkéa-B&B Hotels), Andrea Pietrobon (Polti VisitMalta) et Manuele Tarozzi (VF Group-Bardiani CSF-Faizanè) constituent l'échappée du jour dès les tout premiers kilomètres. Le trio n'a jamais compté plus de trois minutes d'avance sur le peloton. Pietrobon est le dernier repris par le peloton à 29 kilomètres de l'arrivée. Un sprint massif est inévitable. Il se termine par un front de six coureurs occupant toute la largeur de la chaussée et est remporté par le jeune Néerlandais Olav Kooij.

## Résultats

### Classement de l'étape
| \| Classement de l'étape \| Classement de l'étape \| Classement de l'étape \| Classement de l'étape \| Classement de l'étape \| \| Coureur \| Coureur \| Pays \| Équipe \| Temps \| \| --------------------- \| --------------------- \| --------------------- \| -------------------------- \| --------------------- \| \| 1er \| Olav Kooij \| Pays-Bas \| Team Visma \\| Lease a Bike \| 3 h 55 min 40 s \| \| 2e \| Casper van Uden \| Pays-Bas \| Team Picnic-PostNL \| + 0 s \| \| 3e \| Ben Turner \| Royaume-Uni \| Ineos Grenadiers \| + 0 s \| \| 4e \| Mads Pedersen \| Danemark \| Lidl-Trek \| + 0 s \| \| 5e \| Kaden Groves \| Australie \| Alpecin-Deceuninck \| + 0 s \| \| 6e \| Milan Fretin \| Belgique \| Cofidis \| + 0 s \| \| 7e \| Max Kanter \| Allemagne \| XDS Astana Team \| + 0 s \| \| 8e \| Paul Magnier \| France \| Soudal Quick-Step \| + 0 s \| \| 9e \| Matevž Govekar \| Slovénie \| Bahrain Victorious \| + 0 s \| \| 10e \| Matteo Moschetti \| Italie \| Q36.5 Pro Cycling Team \| + 0 s \| |                  |             |                            |                 |
| |                  |             |                            |                 |
| Source : ProCyclingStats |                  |             |                            |                 |
| Classement de l'étape |                  |             |                            |                 |
| Coureur | Coureur          | Pays        | Équipe                     | Temps           |
| 1er | Olav Kooij       | Pays-Bas    | Team Visma \| Lease a Bike | 3 h 55 min 40 s |
| 2e | Casper van Uden  | Pays-Bas    | Team Picnic-PostNL         | + 0 s           |
| 3e | Ben Turner       | Royaume-Uni | Ineos Grenadiers           | + 0 s           |
| 4e | Mads Pedersen    | Danemark    | Lidl-Trek                  | + 0 s           |
| 5e | Kaden Groves     | Australie   | Alpecin-Deceuninck         | + 0 s           |
| 6e | Milan Fretin     | Belgique    | Cofidis                    | + 0 s           |
| 7e | Max Kanter       | Allemagne   | XDS Astana Team            | + 0 s           |
| 8e | Paul Magnier     | France      | Soudal Quick-Step          | + 0 s           |
| 9e | Matevž Govekar   | Slovénie    | Bahrain Victorious         | + 0 s           |
| 10e | Matteo Moschetti | Italie      | Q36.5 Pro Cycling Team     | + 0 s           |

### Points attribués pour le classement par points
| Sprint intermédiaire Felina (km 59,5) | Sprint intermédiaire Felina (km 59,5) | Sprint intermédiaire Felina (km 59,5) | Sprint intermédiaire Felina (km 59,5) | Sprint intermédiaire Felina (km 59,5) |
| ------------------------------------- | ------------------------------------- | ------------------------------------- | ------------------------------------- | ------------------------------------- |
|                                       | Coureur                               | Pays                                  | Équipe                                | Point(s)                              |
| 1er                                   | Andrea Pietrobon                      | Italie                                | Team Polti VisitMalta                 | 12                                    |
| 2e                                    | Giosuè Epis                           | Italie                                | Arkéa - B&B Hotels                    | 8                                     |
| 3e                                    | Manuele Tarozzi                       | Italie                                | VF Group - Bardiani CSF - Faizanè     | 5                                     |
| 4e                                    | Mads Pedersen                         | Danemark                              | Lidl - Trek                           | 3                                     |
| 5e                                    | Steven Kruijswijk                     | Pays-Bas                              | Team Visma - Lease a Bike             | 1                                     |
| modifier                              |                                       |                                       |                                       |                                       |

| Sprint intermédiaire Sant'Ilario d'Enza (km 118,6) | Sprint intermédiaire Sant'Ilario d'Enza (km 118,6) | Sprint intermédiaire Sant'Ilario d'Enza (km 118,6) | Sprint intermédiaire Sant'Ilario d'Enza (km 118,6) | Sprint intermédiaire Sant'Ilario d'Enza (km 118,6) |
| -------------------------------------------------- | -------------------------------------------------- | -------------------------------------------------- | -------------------------------------------------- | -------------------------------------------------- |
|                                                    | Coureur                                            | Pays                                               | Équipe                                             | Point(s)                                           |
| 1er                                                | Giosuè Epis                                        | Italie                                             | Arkéa - B&B Hotels                                 | 12                                                 |
| 2e                                                 | Andrea Pietrobon                                   | Italie                                             | Team Polti VisitMalta                              | 8                                                  |
| 3e                                                 | Manuele Tarozzi                                    | Italie                                             | VF Group - Bardiani CSF - Faizanè                  | 5                                                  |
| 4e                                                 | Mads Pedersen                                      | Danemark                                           | Lidl - Trek                                        | 3                                                  |
| 5e                                                 | Jensen Plowright                                   | Australie                                          | Alpecin - Deceuninck                               | 1                                                  |
| modifier                                           |                                                    |                                                    |                                                    |                                                    |

| \| Arrivée d'étape Viadana (km 172) \| Arrivée d'étape Viadana (km 172) \| Arrivée d'étape Viadana (km 172) \| Arrivée d'étape Viadana (km 172) \| Arrivée d'étape Viadana (km 172) \| \| -------------------------------- \| -------------------------------- \| -------------------------------- \| --------------------------------- \| -------------------------------- \| \| \| Coureur \| Pays \| Équipe \| Point(s) \| \| 1er \| Olav Kooij \| Pays-Bas \| Team Visma - Lease a Bike \| 50 \| \| 2e \| Casper van Uden \| Pays-Bas \| Team Picnic PostNL \| 35 \| \| 3e \| Ben Turner \| Grande-Bretagne \| Ineos Grenadiers \| 25 \| \| 4e \| Mads Pedersen \| Danemark \| Lidl - Trek \| 18 \| \| 5e \| Kaden Groves \| Australie \| Alpecin - Deceuninck \| 14 \| \| 6e \| Milan Fretin \| Belgique \| Cofidis \| 12 \| \| 7e \| Max Kanter \| Allemagne \| XDS Astana Team \| 10 \| \| 8e \| Paul Magnier \| France \| Soudal Quick-Step \| 8 \| \| 9e \| Matevž Govekar \| Slovénie \| Bahrain - Victorious \| 7 \| \| 10e \| Matteo Moschetti \| Italie \| Q36.5 Pro Cycling Team \| 6 \| \| 11e \| Sam Bennett \| Irlande \| Decathlon AG2R La Mondiale Team \| 5 \| \| 12e \| Gerben Thijssen \| Belgique \| Intermarché - Wanty \| 4 \| \| 13e \| Enrico Zanoncello \| Italie \| VF Group - Bardiani CSF - Faizanè \| 3 \| \| 14e \| Luca Mozzato \| Italie \| Arkéa - B&B Hotels \| 2 \| \| 15e \| Rick Pluimers \| Pays-Bas \| Tudor Pro Cycling Team \| 1 \| \| modifier \| \| \| \| \| |                   |                 |                                   |          |
| Arrivée d'étape Viadana (km 172) |                   |                 |                                   |          |
| | Coureur           | Pays            | Équipe                            | Point(s) |
| 1er | Olav Kooij        | Pays-Bas        | Team Visma - Lease a Bike         | 50       |
| 2e | Casper van Uden   | Pays-Bas        | Team Picnic PostNL                | 35       |
| 3e | Ben Turner        | Grande-Bretagne | Ineos Grenadiers                  | 25       |
| 4e | Mads Pedersen     | Danemark        | Lidl - Trek                       | 18       |
| 5e | Kaden Groves      | Australie       | Alpecin - Deceuninck              | 14       |
| 6e | Milan Fretin      | Belgique        | Cofidis                           | 12       |
| 7e | Max Kanter        | Allemagne       | XDS Astana Team                   | 10       |
| 8e | Paul Magnier      | France          | Soudal Quick-Step                 | 8        |
| 9e | Matevž Govekar    | Slovénie        | Bahrain - Victorious              | 7        |
| 10e | Matteo Moschetti  | Italie          | Q36.5 Pro Cycling Team            | 6        |
| 11e | Sam Bennett       | Irlande         | Decathlon AG2R La Mondiale Team   | 5        |
| 12e | Gerben Thijssen   | Belgique        | Intermarché - Wanty               | 4        |
| 13e | Enrico Zanoncello | Italie          | VF Group - Bardiani CSF - Faizanè | 3        |
| 14e | Luca Mozzato      | Italie          | Arkéa - B&B Hotels                | 2        |
| 15e | Rick Pluimers     | Pays-Bas        | Tudor Pro Cycling Team            | 1        |
| modifier |                   |                 |                                   |          |

### Points attribués pour le classement du meilleur grimpeur
| Basio (km 40,9) 3e catégorie (4,8 km à 6%) | Basio (km 40,9) 3e catégorie (4,8 km à 6%) | Basio (km 40,9) 3e catégorie (4,8 km à 6%) | Basio (km 40,9) 3e catégorie (4,8 km à 6%) | Basio (km 40,9) 3e catégorie (4,8 km à 6%) |
| ------------------------------------------ | ------------------------------------------ | ------------------------------------------ | ------------------------------------------ | ------------------------------------------ |
|                                            | Coureur                                    | Pays                                       | Équipe                                     | Point(s)                                   |
| 1er                                        | Manuele Tarozzi                            | Italie                                     | VF Group - Bardiani CSF - Faizanè          | 9                                          |
| 2e                                         | Giosuè Epis                                | Italie                                     | Arkéa - B&B Hotels                         | 4                                          |
| 3e                                         | Andrea Pietrobon                           | Italie                                     | Team Polti VisitMalta                      | 2                                          |
| 4e                                         | Lorenzo Fortunato                          | Italie                                     | XDS Astana Team                            | 1                                          |
| modifier                                   |                                            |                                            |                                            |                                            |

| Borsea (km 95,8) 3e catégorie (3,9 km à 5,5%) | Borsea (km 95,8) 3e catégorie (3,9 km à 5,5%) | Borsea (km 95,8) 3e catégorie (3,9 km à 5,5%) | Borsea (km 95,8) 3e catégorie (3,9 km à 5,5%) | Borsea (km 95,8) 3e catégorie (3,9 km à 5,5%) |
| --------------------------------------------- | --------------------------------------------- | --------------------------------------------- | --------------------------------------------- | --------------------------------------------- |
|                                               | Coureur                                       | Pays                                          | Équipe                                        | Point(s)                                      |
| 1er                                           | Manuele Tarozzi                               | Italie                                        | VF Group - Bardiani CSF - Faizanè             | 9                                             |
| 2e                                            | Giosuè Epis                                   | Italie                                        | Arkéa - B&B Hotels                            | 4                                             |
| 3e                                            | Andrea Pietrobon                              | Italie                                        | Team Polti VisitMalta                         | 2                                             |
| 4e                                            | Timo Kielich                                  | Belgique                                      | Alpecin - Deceuninck                          | 1                                             |
| modifier                                      |                                               |                                               |                                               |                                               |

### Points attribués pour le classement des sprints intermédiaires
| \| Red Bull KM Sprint Brescello (km 139,1) \| Red Bull KM Sprint Brescello (km 139,1) \| Red Bull KM Sprint Brescello (km 139,1) \| Red Bull KM Sprint Brescello (km 139,1) \| Red Bull KM Sprint Brescello (km 139,1) \| \| --------------------------------------- \| --------------------------------------- \| --------------------------------------- \| --------------------------------------- \| --------------------------------------- \| \| \| Coureur \| Pays \| Équipe \| Point(s) \| \| 1er \| Andrea Pietrobon \| Italie \| Team Polti VisitMalta \| 15 \| \| 2e \| Kim Heiduk \| Allemagne \| INEOS Grenadiers \| 8 \| \| 3e \| Isaac Del Toro \| Mexique \| UAE Team Emirates XRG \| 5 \| \| 4e \| Matevž Govekar \| Slovénie \| Bahrain - Victorious \| 3 \| \| 5e \| Nico Denz \| Allemagne \| Red Bull - BORA - hansgrohe \| 1 \| \| modifier \| \| \| \| \| |                  |           |                             |          |
| Red Bull KM Sprint Brescello (km 139,1) |                  |           |                             |          |
| | Coureur          | Pays      | Équipe                      | Point(s) |
| 1er | Andrea Pietrobon | Italie    | Team Polti VisitMalta       | 15       |
| 2e | Kim Heiduk       | Allemagne | INEOS Grenadiers            | 8        |
| 3e | Isaac Del Toro   | Mexique   | UAE Team Emirates XRG       | 5        |
| 4e | Matevž Govekar   | Slovénie  | Bahrain - Victorious        | 3        |
| 5e | Nico Denz        | Allemagne | Red Bull - BORA - hansgrohe | 1        |
| modifier |                  |           |                             |          |

### Bonifications
|   | Coureur          | Pays      | Équipe                | Secondes |
| - | ---------------- | --------- | --------------------- | -------- |
| 1 | Andrea Pietrobon | Italie    | Team Polti VisitMalta | 6 s      |
| 2 | Kim Heiduk       | Allemagne | INEOS Grenadiers      | 4 s      |
| 3 | Isaac Del Toro   | Mexique   | UAE Team Emirates XRG | 2 s      |

|   | Coureur         | Pays            | Équipe                    | Secondes |
| - | --------------- | --------------- | ------------------------- | -------- |
| 1 | Olav Kooij      | Pays-Bas        | Team Visma - Lease a Bike | 10 s     |
| 2 | Casper van Uden | Pays-Bas        | Team Picnic PostNL        | 6 s      |
| 3 | Ben Turner      | Grande-Bretagne | Ineos Grenadiers          | 4 s      |

## Classements à l'issue de l'étape

### Classement général
| \| Classement général \| Classement général \| Classement général \| Classement général \| Classement général \| \| Coureur \| Coureur \| Pays \| Équipe \| Temps \| \| ------------------ \| ------------------ \| ------------------ \| -------------------------- \| ------------------ \| \| 1er \| Isaac Del Toro \| Mexique \| UAE Team Emirates XRG \| 42 h 43 min 28 s \| \| 2e \| Juan Ayuso \| Espagne \| UAE Team Emirates XRG \| + 33 s \| \| 3e \| Antonio Tiberi \| Italie \| Bahrain Victorious \| + 1 min 09 s \| \| 4e \| Richard Carapaz \| Équateur \| EF Education-EasyPost \| + 1 min 09 s \| \| 5e \| Simon Yates \| Royaume-Uni \| Team Visma \\| Lease a Bike \| + 1 min 11 s \| \| 6e \| Primož Roglič \| Slovénie \| Red Bull-Bora-Hansgrohe \| + 1 min 26 s \| \| 7e \| Derek Gee \| Canada \| Israel-Premier Tech \| + 1 min 56 s \| \| 8e \| Giulio Ciccone \| Italie \| Lidl-Trek \| + 2 min 11 s \| \| 9e \| Brandon McNulty \| États-Unis \| UAE Team Emirates XRG \| + 2 min 18 s \| \| 10e \| Damiano Caruso \| Italie \| Bahrain Victorious \| + 2 min 26 s \| |                 |             |                            |                  |
| |                 |             |                            |                  |
| Source : ProCyclingStats |                 |             |                            |                  |
| Classement général |                 |             |                            |                  |
| Coureur | Coureur         | Pays        | Équipe                     | Temps            |
| 1er | Isaac Del Toro  | Mexique     | UAE Team Emirates XRG      | 42 h 43 min 28 s |
| 2e | Juan Ayuso      | Espagne     | UAE Team Emirates XRG      | + 33 s           |
| 3e | Antonio Tiberi  | Italie      | Bahrain Victorious         | + 1 min 09 s     |
| 4e | Richard Carapaz | Équateur    | EF Education-EasyPost      | + 1 min 09 s     |
| 5e | Simon Yates     | Royaume-Uni | Team Visma \| Lease a Bike | + 1 min 11 s     |
| 6e | Primož Roglič   | Slovénie    | Red Bull-Bora-Hansgrohe    | + 1 min 26 s     |
| 7e | Derek Gee       | Canada      | Israel-Premier Tech        | + 1 min 56 s     |
| 8e | Giulio Ciccone  | Italie      | Lidl-Trek                  | + 2 min 11 s     |
| 9e | Brandon McNulty | États-Unis  | UAE Team Emirates XRG      | + 2 min 18 s     |
| 10e | Damiano Caruso  | Italie      | Bahrain Victorious         | + 2 min 26 s     |

### Classement par points
| Classement par points | Classement par points | Classement par points | Classement par points      | Classement par points |
| Coureur               | Coureur               | Pays                  | Équipe                     | Points                |
| --------------------- | --------------------- | --------------------- | -------------------------- | --------------------- |
| 1er                   | Mads Pedersen         | Danemark              | Lidl-Trek                  | 177 pts               |
| 2e                    | Olav Kooij            | Pays-Bas              | Team Visma \| Lease a Bike | 105 pts               |
| 3e                    | Casper van Uden       | Pays-Bas              | Team Picnic-PostNL         | 83 pts                |
| 4e                    | Alessandro Tonelli    | Italie                | Team Polti VisitMalta      | 64 pts                |
| 5e                    | Isaac Del Toro        | Mexique               | UAE Team Emirates XRG      | 54 pts                |
| 6e                    | Richard Carapaz       | Équateur              | EF Education-EasyPost      | 45 pts                |
| 7e                    | Wout van Aert         | Belgique              | Team Visma \| Lease a Bike | 43 pts                |
| 8e                    | Orluis Aular          | Venezuela             | Movistar Team              | 42 pts                |
| 9e                    | Edoardo Zambanini     | Italie                | Bahrain Victorious         | 41 pts                |
| 10e                   | Tom Pidcock           | Royaume-Uni           | Q36.5 Pro Cycling Team     | 39 pts                |

### Classement de la montagne
| Classement de la montagne | Classement de la montagne | Classement de la montagne | Classement de la montagne     | Classement de la montagne |
| Coureur                   | Coureur                   | Pays                      | Équipe                        | Points                    |
| ------------------------- | ------------------------- | ------------------------- | ----------------------------- | ------------------------- |
| 1er                       | Lorenzo Fortunato         | Italie                    | XDS Astana Team               | 157 pts                   |
| 2e                        | Juan Ayuso                | Espagne                   | UAE Team Emirates XRG         | 54 pts                    |
| 3e                        | Manuele Tarozzi           | Italie                    | VF Group-Bardiani CSF-Faizanè | 50 pts                    |
| 4e                        | Paul Double               | Royaume-Uni               | Team Jayco AlUla              | 36 pts                    |
| 5e                        | Isaac Del Toro            | Mexique                   | UAE Team Emirates XRG         | 30 pts                    |
| 6e                        | Nairo Quintana            | Colombie                  | Movistar Team                 | 28 pts                    |
| 7e                        | Pello Bilbao              | Espagne                   | Bahrain Victorious            | 28 pts                    |
| 8e                        | Sylvain Moniquet          | Belgique                  | Cofidis                       | 22 pts                    |
| 9e                        | Luke Plapp                | Australie                 | Team Jayco AlUla              | 22 pts                    |
| 10e                       | Richard Carapaz           | Équateur                  | EF Education-EasyPost         | 19 pts                    |

### Classement du meilleur jeune
| Classement du meilleur jeune | Classement du meilleur jeune | Classement du meilleur jeune | Classement du meilleur jeune | Classement du meilleur jeune |
| Coureur                      | Coureur                      | Pays                         | Équipe                       | Temps                        |
| ---------------------------- | ---------------------------- | ---------------------------- | ---------------------------- | ---------------------------- |
| 1er                          | Isaac Del Toro               | Mexique                      | UAE Team Emirates XRG        | 42 h 42 min 39 s             |
| 2e                           | Juan Ayuso                   | Espagne                      | UAE Team Emirates XRG        | + 33 s                       |
| 4e                           | Antonio Tiberi               | Italie                       | Bahrain Victorious           | + 1 min 09 s                 |
| 5e                           | Giulio Pellizzari            | Italie                       | Red Bull-Bora-Hansgrohe      | + 3 min 51 s                 |
| 6e                           | Davide Piganzoli             | Italie                       | Team Polti VisitMalta        | + 4 min 01 s                 |
| 7e                           | Max Poole                    | Royaume-Uni                  | Team Picnic-PostNL           | + 5 min 36 s                 |
| 8e                           | Embret Svestad-Bårdseng      | Norvège                      | Arkéa-B&B Hotels             | + 12 min 57 s                |
| 9e                           | Edoardo Zambanini            | Italie                       | Bahrain Victorious           | + 19 min 50 s                |
| 10e                          | Mathias Vacek                | Tchéquie                     | Lidl-Trek                    | + 22 min 26 s                |

### Classement par équipes
| Classement par équipes | Classement par équipes     | Classement par équipes | Classement par équipes |
| Équipe                 | Équipe                     | Pays                   | Temps                  |
| ---------------------- | -------------------------- | ---------------------- | ---------------------- |
| 1re                    | UAE Team Emirates XRG      | Émirats arabes unis    | 128 h 04 min 15 s      |
| 2e                     | Bahrain-Victorious         | Bahreïn                | + 20 min 30 s          |
| 3e                     | Lidl-Trek                  | États-Unis             | + 22 min 11 s          |
| 4e                     | Team Visma \| Lease a Bike | Pays-Bas               | + 23 min 26 s          |
| 5e                     | Ineos Grenadiers           | Royaume-Uni            | + 25 min 48 s          |
| 6e                     | XDS Astana Team            | Kazakhstan             | + 26 min 13 s          |
| 7e                     | Red Bull-BORA-hansgrohe    | Allemagne              | + 31 min 34 s          |
| 8e                     | Movistar Team              | Espagne                | + 31 min 48 s          |
| 9e                     | Team Jayco AlUla           | Australie              | + 39 min 29 s          |
| 10e                    | EF Education-EasyPost      | États-Unis             | + 42 min 32 s          |

## Abandons
Aucun abandon.

## Sanctions
| Coureur     | Équipe               | Sanctions                                                         | Raison |
| ----------- | -------------------- | ----------------------------------------------------------------- | --- |
| Giosuè Epis | Arkéa - B&B Hotels   | +20 secondes de pénalité au classement général. 500 CHF d'amende. | Art. 2.12.007 4.10.6 "Ravitaillement non autorisé, course par étapes, ravitaillement à pied hors zone de ravitaillement." |
|             | Bahrain - Victorious | 500 CHF d'amende.                                                 | Art. 2.12.007 8.3 "Coureur ou membre d’une équipe se débarrassant sans précaution d’un déchet ou de tout autre objet en dehors des zones de déchets, ou ne les retournant pas à un membre de l’organisation ou d’une équipe ou ne collectant pas des déchets leurs ayant été confiés ou jet à un spectateur. Se débarrasser d’un déchet ou de tout autre objet de manière dangereuse ou sans précaution (exemples : bidon ou autre objet rebondissant ou restant sur la chaussée, jet en direction d’un spectateur ou avec une force excessive, jet causant une manœuvre dangereuse d’un coureur ou d’un véhicule, jet causant le déplacement d’un spectateur sur la chaussée)." |